# The Christmas Candle
The Christmas Candle är en brittisk-amerikansk dramafilm från 2013 i regi av John Stephenson. Filmen är baserad på Max Lucados roman The Christmas Candle. I huvudrollerna ses Hans Matheson, Samantha Barks, Lesley Manville och Sylvester McCoy.

## Handling
En pastor som nyligen har drabbats av en personlig förlust söker sig till en tjänst i staden Gladbury, där man tror på ett mirakulöst juleljus. Pastorn försöker få sin församling att tro på Gud, inte mirakeljus. Just detta år blir det magiska juleljuset dessutom förlagt.

## Rollista i urval
- Hans Matheson – Pastor David Richmond
- Samantha Barks – Emily Barstow
- Lesley Manville – Bea Haddington
- Sylvester McCoy – Edward Haddington
- James Cosmo – Herbert Hopewell
- Susan Boyle – Eleanor Hopewell
- Barbara Flynn – Lady Camdon
- John Hannah – William Barstow
- Jude Wright – Charlie Barstow
- Tim Barlow – Oliver Barber
- Sam Crane – Thomas Haddington